# Malikowski Groń
Malikowski Groń (760 m) – szczyt w grzbiecie znajdującym się po południowej stronie Jałowieckiego. W regionalizacji fizycznogeograficznej Polski według Jerzego Kondrackiego zaliczany jest do Beskidu Makowskiego, w nowszej regionalizacji z 2018 roku do Beskidu Żywiecko-Orawskiego, a w przewodnikach turystycznych i na niektórych mapach do Beskidu Żywieckiego.
Grzbiet, w którym znajduje się Malikowski Goroń oddziela dolinę potoku Grzechynka od doliny rzeki Skawicy. Grzbiet przebiega z południowego zachodu na północny wschód i w tej kolejności znajdują się w nim następujące szczyty: Nad Dejówką, Witkówka, Malikowski Groń, Magurka, Wicherkówka, Wierchy Wicherkowe. Malikowski Groń stanowi dominujący element w tym grzbiecie. Grzbietem przebiega granica między wsiami Grzechynia (po północno-zachodniej stronie) i Białka (po południowo-wschodniej stronie), obydwie w województwie małopolskim, w powiecie suskim, w gminie Maków Podhalański.
Malikowski Groń jest porośnięty lasem, jedynie dolna część północno-zachodniego stoku to pola i zabudowania wsi Grzechynia. Na porośniętym lasem wierzchołku znajduje się krzyż, tablica upamiętniającą Jana Pawła II oraz wiata turystyczna. Nie zachowały się pozostałości drewnianej wieży widokowej. Na stokach Malikowskiego Gronia zachowały się dwie linie umocnień powstałe podczas II wojny światowej.